# 郑汉璋
郑汉璋（9世纪—888年3月2日），一作郑汉章。唐朝末年军事人物。与唐宣宗的表兄弟泰宁军节度使郑汉璋不是一人。

## 生平

### 归顺高骈
郑汉璋是冤句人，最初辅佐同乡黄巢起兵反唐，为同乡毕师铎的副使，后随毕师铎投降镇海军节度使高骈。高骈调任淮南后，以郑汉璋为淮宁军使，镇守淮口。

### 协同举兵
光启三年（887年）四月，时任淮南左厢都知兵马使毕师铎奉命率百骑屯高邮时，高骈的儿子因怨恨高骈亲信的术士右莫邪军使、右都押牙吕用之专恣，为了让毕师铎揭发吕用之，对毕师铎说吕用之已经写信给毕师铎的儿女亲家高邮镇遏使张神剑（绰号，本名张雄，为区别同时期军阀张雄，本文统一以绰号指代之），想害毕师铎。毕师铎本就担心被吕用之所害，手下诸将建议他杀了张神剑，兼并其军队，驱赶市民一同作乱。毕师铎以不能像吕用之一样累及百姓为由，不同意，说：“郑汉璋是我同乡，也是我昔日归顺时的副将，素来与我交好，兵精士强，也素来痛恨吕用之，知道我的谋划，必定欣喜，事情就成了。”众人觉得对。于是毕师铎乘夜率百骑秘密拜访郑汉璋，郑汉璋率麾下出迎，听了毕师铎的计划，果然大喜，留其妻守淮口，调发全部镇兵、驱赶亡命徒、居民共千余人随毕师铎到高邮，诘问张神剑，张神剑也同意参与。于是郑汉璋命取酒，割臂出血滴到酒里，一同喝下。众人推毕师铎为大丞相、行营使，作誓文告天地神明，向淮南境内州县发檄文，声言要诛杀吕用之及其同党左莫邪军使张守一、诸葛殷，以郑汉璋为行营副使，张神剑为都指挥使。张神剑担心毕师铎未必成功，以声援和供给粮饷为由请求率部留守高邮，毕师铎不悦。郑汉璋也猜忌张神剑，担心他以后不愿居于自己之下，说：“张尚书说的也对，如果始终同心，事成之日，子女玉帛与他共享，今日岂可违逆他！”毕师铎同意了，与郑汉璋在高邮起兵。
吕用之以高骈名义，召庐州刺史杨行密相救。当月，毕师铎攻破淮南军部扬州，吕用之出奔。毕师铎纵兵大掠，高骈不得已与他相见，署他为节度副使、行军司马，承制加左仆射，将郑汉璋等也各自迁官。毕师铎随即夺高骈权，处决诸葛殷；其盟友宣歙观察使秦彦部将秦稠率一千宣歙军分守使宅及诸仓库。毕师铎按先前与秦彦的约定，催促秦彦入主淮南。有人劝他重新尊奉辅佐高骈，吕用之已沦为叛将，只要发檄文即可擒获，不可将淮南交付秦彦，且秦稠先守仓库，已表明有疑心，如秦彦入主，杨行密及寿州刺史张翱都不会心服，那时战乱纷起，生灵涂炭，毕师铎自己也未必能善终，不如派人阻止秦彦，秦彦见状一定不敢来，这样毕师铎即使被秦彦谴责背负约定，也仍然是高骈的忠臣，兵权在手，也就掌握了军镇的实权。毕师铎很不同意，不能决定，次日告诉郑汉璋，郑汉璋说这人是智士，可以听从，寻访他，但这人担心招祸没有出现。

### 失势败亡
五月，吕用之率众攻打郑汉璋妻把守的淮口，十天不能攻克，郑汉璋引兵相救。吕用之得知杨行密军到了天长县，便引兵投靠。同月，张神剑与毕师铎决裂，与海陵镇遏使高霸都投靠杨行密。杨行密、吕用之、张神剑等合兵围攻扬州，从江北到槐家桥，营垒相连。秦彦登城望见，害怕了，授郑汉璋、唐宏等兵让他们屯守城门，樵采道路断绝，城中缺粮。六月，秦稠战死。
八月，秦彦尽出城中兵一万二千人，遣毕师铎、郑汉璋率领，以郑汉璋为前锋，唐宏次之，骆玄真、樊约又次之，毕师铎、王朗以骑兵为左右翼，列阵于城西，绵延数里，军势甚盛。杨行密牙将李宗礼以为自己寡不敌众，建议坚壁自守、缓缓班师，被杨行密另一部将李涛反驳。李涛称杨行密以顺讨逆，大军已经到此，班师无门，愿率所部为前锋破敌。扬州军列阵很久，杨行密才出战，将金帛、大麦、米堆积在一个寨，让羸弱士兵把守，于其旁多伏精兵。杨行密亲率十余人冲阵，才交兵就诈败而逃，扬州军追杀进入空寨，因为饥饿，争着夺取金帛、大麦、米，伏兵四起，扬州军乱，杨行密纵兵击之，俘斩殆尽，积尸十里，沟渎皆满，骆玄真战死，毕师铎、郑汉璋仅单骑逃脱。从此秦彦不复出战。
十月，秦彦遣郑汉璋率步骑五千出击张神剑、高霸营寨，击破之，张神剑奔回高邮，高霸奔回海陵。郑汉璋想追杀张神剑，因大雨回师。
同月，杨行密、吕用之攻破扬州，郑汉璋随秦彦、毕师铎出奔。秦彦去东塘投靠军阀张雄，被拒绝，想重回宣州时，被自称皇帝的奉国军节度使秦宗权派往淮南的弟弟秦宗衡招降，于是率二千多余部投靠。十一月，秦宗权召秦宗衡回援，秦宗衡副将孙儒杀死秦宗衡，夺取军权，并逐渐夺取秦彦等人的军队。秦彦的裨将唐宏知道秦彦必将被杀，担心同死，就诬告秦彦等秘密勾结宣武军节度使朱全忠。光启四年（888年）正月，孙儒召秦彦、毕师铎、郑汉璋到军中，秦彦、毕师铎先到，被斩杀。郑汉璋到后，奋臂击杀数人，才被杀，身首异处。孙儒以唐宏为马军使，厚加赏赐。